# Liste der Naturdenkmale in Zehdenick
Die Liste der Naturdenkmale in Zehdenick enthält alle Naturdenkmale der brandenburgischen Stadt Zehdenick im Landkreis Oberhavel, welche durch Rechtsverordnung geschützt sind.
In den Spalten befinden sich folgende Informationen:
- Nr.: Identifizierungsnummer nach veröffentlichter Liste. Sie wird von der unteren Naturschutzbehörde des Landkreises oder der kreisfreien Stadt vergeben. Wenn sie bekannt ist, wird sie angegeben. In dieser Spalte kann sich zusätzlich das Wort Wikidata befinden, der entsprechende Link führt zu Angaben zu diesem Naturdenkmal bei Wikidata.
- Bezeichnung: Benennung des Naturdenkmals, in der Regel wird bei Bäume die Baumart genannt. Bekannte Eigennamen werden mit angegeben.
- Gemarkung: Ort oder Gemarkung, in der sich das Naturdenkmal befindet
- Lage: Nennt die Lage des Naturdenkmals im jeweiligen Ortsteil und die geografischen Koordinaten des Naturdenkmals. Link zu einem Kartenansichtstool, um Koordinaten zu setzen. In der Kartenansicht sind Naturdenkmale ohne Koordinaten mit einem roten beziehungsweise orangen Marker dargestellt und können in der Karte gesetzt werden. Denkmale ohne Bild sind mit einem blauen bzw. roten Marker gekennzeichnet, Denkmale mit Bild mit einem grünen beziehungsweise orangen Marker.
- Beschreibung: die Beschreibung des Naturdenkmales
- Schutzzweck: Erläutert den Grund der Unterschutzstellung
- Bild: Zeigt ein Bild des Naturdenkmales und gegebenenfalls ein Link zu weiteren Fotos im Medienarchiv Wikimedia Commons

## Badingen
| Bild | Bezeichnung | Lage | Beschreibung | Schutzzweck | Nummer |
| ---- | ----------- | --- | ------------ | ----------- | ------ |
| BW   | Riesenstein | Badingen, 1,5 km nördlich Straße von Gransee - Zehdenick, westlich von Badingen im Tümpel; Flur 5, Flurstück 20/2 (52° 59′ 57,2″ N, 13° 13′ 30,9″ O) |              |             | 2      |

## Bergsdorf
| Bild                                    | Bezeichnung | Lage                                                                                    | Beschreibung | Schutzzweck | Nummer |
| --------------------------------------- | ----------- | --------------------------------------------------------------------------------------- | ------------ | ----------- | ------ |
| Direkt Bild zu diesem Denkmal hochladen | Birkenallee | Bergsdorf, von Bergsdorf durch Häsen in Richtung Kraatz; Flur 4, 8; Flurstück 1, 220 () |              |             | 26     |

## Kappe
| Bild                                    | Bezeichnung       | Lage                                      | Beschreibung | Schutzzweck | Nummer |
| --------------------------------------- | ----------------- | ----------------------------------------- | ------------ | ----------- | ------ |
| Direkt Bild zu diesem Denkmal hochladen | 500-jährige Eiche | Kappe, Ortsausgang Richtung Kurtschlag () |              |             | 110    |

## Klein-Mutz
| Bild                                    | Bezeichnung                          | Lage                                                                                   | Beschreibung | Schutzzweck | Nummer |
| --------------------------------------- | ------------------------------------ | -------------------------------------------------------------------------------------- | ------------ | ----------- | ------ |
| Direkt Bild zu diesem Denkmal hochladen | Findlingsblock                       | Klein-Mutz, auf der Koppel von Ernst Liese, etwa 600 m NÖ des Dorfes ()                |              |             | 111    |
| Direkt Bild zu diesem Denkmal hochladen | Riesenstein am Fuße des Timpenberges | Klein-Mutz, Findling am Koppelweg; Flur 2, Flurstück 28 ()                             |              |             | 112    |
| BW                                      | Lindengruppe                         | Klein-Mutz, vor dem Kirchhof; Flur 1, Flurstück 57/5 (52° 57′ 55,6″ N, 13° 17′ 7,3″ O) |              |             | 113    |

## Ribbeck
| Bild                                    | Bezeichnung | Lage                                                               | Beschreibung | Schutzzweck | Nummer |
| --------------------------------------- | ----------- | ------------------------------------------------------------------ | ------------ | ----------- | ------ |
| Direkt Bild zu diesem Denkmal hochladen | Findling    | Ribbeck, ca. 2,4 km südöstl. Altlüdersdorf, 600 m N Rieckesthal () |              |             | 167    |
| Direkt Bild zu diesem Denkmal hochladen | Findling    | Ribbeck, Straße Mildenberg – Ribbeck ()                            |              |             | 168    |

## Wesendorf
| Bild            | Bezeichnung                             | Lage                                                                                         | Beschreibung | Schutzzweck | Nummer |
| --------------- | --------------------------------------- | -------------------------------------------------------------------------------------------- | ------------ | ----------- | ------ |
| Fotos hochladen | Schwarzpappel an der Wesendorfer Straße | Wesendorf, an der Wesendorfer Straße; Flur 3, Flurstück 56 (52° 58′ 53,8″ N, 13° 23′ 2,9″ O) |              |             | 219    |

## Zehdenick
| Bild                                    | Bezeichnung     | Lage                                                                                        | Beschreibung | Schutzzweck | Nummer |
| --------------------------------------- | --------------- | ------------------------------------------------------------------------------------------- | --- | ----------- | ------ |
| Direkt Bild zu diesem Denkmal hochladen | Baumallee       | Zehdenick, vom Magazinplatz am Kloster vorbei ()                                            | |             | 225    |
| BW                                      | Alte Eiche      | Zehdenick, Schulhof der Havelland-Grundschule (52° 58′ 39,8″ N, 13° 19′ 59,9″ O)            | |             | 226    |
| Fotos hochladen                         | Friedenseiche   | Zehdenick, Markt; Flur 16, Flurstück 499 (52° 58′ 46,2″ N, 13° 19′ 56,3″ O)                 | Die vom Schwefelporling befallene, laut Überlieferung 1876, nicht 1871, gepflanzte Eiche musste am 16. Januar 2014 gefällt werden. Als Ersatz wurde die Bürgereiche gepflanzt. |             | 227    |
| Weitere Bilder Fotos hochladen          | Gerichtslinde   | Zehdenick, Friedrich-Ebert-Platz; Flur 20, Flurstück 71/2 (52° 58′ 38,4″ N, 13° 20′ 9,9″ O) | |             | 228    |
| Direkt Bild zu diesem Denkmal hochladen | Weymouthskiefer | Zehdenick, Exin ()                                                                          | |             | 229    |

## Belege
1. ↑  Andreas Röhl: Abschied von einem alten Riesen. www.maz-online.de, 17. Januar 2014, abgerufen am 13. Oktober 2016.
2. ↑  Andreas Röhl: Liebling der Zehdenicker. www.maz-online.de, 22. März 2014, abgerufen am 13. Oktober 2016.

- Karte mit allen Koordinaten:
- OSM |
- WikiMap